# Ichthyophis beddomei
Ếch giun sọc vàng (tên khoa học Ichthyophis beddomei) là một loài ếch giun thuộc chi Ichthyophis, Họ Ếch giun. Đây là một loài động vật đặc hữu của Tây Ghats, Ấn Độ. Môi trường sinh sống của chúng ở các khu vực nhiệt đới và cận nhiệt đới, trong các ao hồ, sông, vùng ngập nước. Loài này có thân màu nâu tím đậm, có một vệt vàng từ đầu đến đuôi.